# Vikidia
Vikidia es un proyecto de enciclopedia libre para niños y adolescentes de 8 a 13 años, escrito de forma colaborativa, bajo la administración de la Asociación Vikidia (una organización sin fines de lucro), Vikidia fue lanzado el 14 de noviembre de 2006 por Mathias Damour, Al igual que con Wikipedia algunos profesores usan Vikidia para mostrar a sus alumnos cómo contribuir a un wiki. Vikidia propiedad a partir de agosto de 2022 en 17 idiomas, incluidos francés, español, italiano, inglés, ruso, catalán, siciliano, alemán, vasco, griego, armenio y portugués con comunidades dinámicas que, en su mayor parte, también contribuyen a otros wikis de movimiento. Para la mayoría de los colaboradores jóvenes, Vikidia es su primer paso en el mundo wiki, antes de comenzar a escribir en Wikipedia y otros proyectos hermanos. En Italia, se trabaja mucho en las escuelas con cursos para estudiantes de magisterio. En octubre de 2020, Vikidia firma un acuerdo con Wikimedia France para promover esta enciclopedia en el entorno escolar como alternativa a Wikipedia para proyectos educativos con una audiencia de jóvenes adolescentes o niños, que son demasiado jóvenes para contribuir a Vikidia.

## Historia
A raíz de la propuesta de un usuario de la Wikipedia francesa, se evaluó la posibilidad de que entre los propios usuarios y la Fundación Wikimedia se construyera una enciclopedia para niños. Para ello, se seleccionarían algunos artículos de Wikipedia y se adaptarían a un público infantil. Esta discusión se trasladó también a otras versiones idiomáticas de Wikipedia.
Uno de los usuarios adheridos a este proyecto, Mathias Damour (registrado bajo el nombre de Astirmays), difirió en que los textos debían ser corregidos a priori en vez de poder ser creados y editados por los propios niños, no creyendo ver un acuerdo cercano en dicha discusión. Es por eso que el 17 de noviembre del 2006, de forma autónoma e independiente de la Fundación Wikimedia, abrió el wiki Vikidia.
En el 2008, se inauguró la versión del sitio en español.

## Políticas
Las convenciones, reglas y políticas de Vikidia, al igual que en Wikipedia, son distintas en sus diferentes versiones idiomáticas.
Sin embargo, las distintas versiones coinciden en que dichas convenciones, reglas y políticas son establecidas por los propios participantes del proyecto, a través de un consenso comunitario.
En Vikidia en español, la cantidad de políticas se limitan al modo de redactar e ilustrar los contenidos del sitio y a una guía sobre el comportamiento adecuado dentro del sitio.

## Licencia
Vikidia usa la licencia Creative Commons Compartir Igual 3.0 y mantiene la licencia de Documentación Libre GNU para algunos de sus artículos. Al igual que Wikipedia, acepta el uso de contenidos que poseen licencias iguales o compatibles.

## Público
En la Vikidia francesa, se estima que la mitad de los editores son adultos, una tercera parte adolescentes y el resto, niños de 8 a 13 años.